# Tōkaidō Shinkansen
Tōkaidō Shinkansen (東海道新幹線 (Đông Hải Đạo Tân Cán Tuyến) Tōkaidō-shinkansen) là một tuyến Shinkansen tốc độ cao của Nhật Bản, bắt đầu vận hành năm 1964 giữa Ga Tokyo và Shin-Ōsaka. Từ năm 1987, tuyến đường sắt này do công ty JR Tōkai điều hành; trước đó là JNR. Đây là tuyến đường sắt cao tốc với số lượng hành khách đông nhất trên thế giới. Tính vào năm 2012 thì số hành khách chuyên chở trên Tōkaidō Shinkansen đạt 5,3 tỷ lượt, vượt xa tất cả các hệ thống và tuyến đường sắt cao tốc khác trên thế giới.

## Các dịch vụ tàu và ga
Các tàu Kodama (木霊 (Mộc Linh)) dừng ở tất cả các ga. Các tàu Nozomi (のぞみ Hi Vọng) bỏ qua các ga nhỏ và Hikari (ひかり Ánh Sáng) dừng thêm trên một số ga vừa (một vài tàu Hikari dừng ở các ga có ký hiệu "▲"). 
| Ga                                        | Tiếng Nhật | Khoảng cách (km) | Nozomi | Hikari | Chuyển tàu | Vị trí              |
| ----------------------------------------- | ---------- | ---------------- | ------ | ------ | --- | ------------------- |
| Tokyo                                     | 東京       | 0.0              | ●      | ●      | - JK Tuyến Keihin-Tōhoku (R) - Tohoku Shinkansen - Yamagata Shinkansen - Akita Shinkansen - Hokkaido Shinkansen - Joetsu Shinkansen - Hokuriku Shinkansen - JT Tuyến Tōkaidō - ■ Tuyến Ueno–Tokyo - JC Tuyến Chūō - JY Tuyến Yamanote - JO Tuyến Yokosuka - JO Tuyến Sōbu (Cao tốc) - JE Tuyến Keiyō - M Tuyến Tokyo Metro Marunouchi (M-17) - T Tuyến Tokyo Metro Tōzai (Ōtemachi: T-09) | Chiyoda, Tokyo      |
| Shinagawa                                 | 品川       | 6.8              | ●      | ●      | - JY Tuyến Yamanote - JK Tuyến Keihin-Tōhoku - JT Tuyến Tōkaidō - JO Tuyến Yokosuka - KK Tuyến Keikyu Chính | Minato, Tokyo       |
| Shin-Yokohama                             | 新横浜     | 25.5             | ●      | ●      | - JH Tuyến Yokohama - Tuyến Ngầm Yokohama Xanh Dương | Kōhoku-ku, Yokohama |
| Odawara                                   | 小田原     | 76.7             | ｜     | ▲      | - JT Tuyến Tokaido Chính - Tuyến Odakyu Odawara - ■ Tuyến Đường sắt Izu-Hakone Daiyuzan - Tuyến Hakone Tozan | Odawara, Kanagawa   |
| Atami                                     | 熱海       | 95.4             | ｜     | ▲      | - CA Tuyến Tokaido Chính - ■ Tuyến Ito | Atami, Shizuoka     |
| Mishima                                   | 三島       | 111.3            | ｜     | ▲      | - CA Tuyến Tokaido Chính - ■ Tuyến Đường sắt Izuhakone Sunzu Line | Mishima, Shizuoka   |
| Shin-Fuji                                 | 新富士     | 135.0            | ｜     | ｜     | | Fuji, Shizuoka      |
| Shizuoka                                  | 静岡       | 167.4            | ｜     | ▲      | - CA Tuyến Tokaido Chính - Tuyến Đường sắt Shizuoka Shizuoka-Shimizu (ga Shin-Shizuoka) | Aoi-ku, Shizuoka    |
| Kakegawa                                  | 掛川       | 211.3            | ｜     | ｜     | - CA Tuyến Tokaido Chính - Tuyến Tenryū Hamanako | Kakegawa, Shizuoka  |
| Hamamatsu                                 | 浜松       | 238.9            | ｜     | ▲      | - CA Tuyến Tokaido Chính - Tuyến Đường sắt Enshu (ga Shin-Hamamatsu) | Chūō-ku, Hamamatsu  |
| Toyohashi                                 | 豊橋       | 274.2            | ｜     | ▲      | - CA Tuyến Tokaido Chính - CD Tuyến Iida - Tuyến Meitetsu Nagoya Chính - Tuyến Toyohashi Atsumi (ga Shin-Toyohashi) - Đường xe điện Toyohashi (ga Ekimae) | Toyohashi, Aichi    |
| Mikawa-Anjō                               | 三河安城   | 312.8            | ｜     | ｜     | CA Tuyến Tokaido Chính | Anjō, Aichi         |
| Nagoya                                    | 名古屋     | 342.0            | ●      | ●      | - CA Tuyến Tokaido Chính - CF Tuyến Chūō Chính - CJ Tuyến Kansai Chính - ■ Tuyến ngầm Nagoya Tuyến Higashiyama (H08) - ■ Tuyến ngầm Nagoya Tuyến Sakura-dori (S02) - Tuyến Nagoya Chính (ga Meitetsu Nagoya) - E Tuyến Kintetsu Nagoya (ga Kintetsu Nagoya) - ■ Tuyến Aonami (AN01) | Nakamura-ku, Nagoya |
| Gifu-Hashima                              | 岐阜羽島   | 367.1            | ｜     | ｜     | Tuyến Meitetsu Hashima (ga Shin-Hashima) | Hashima, Gifu       |
| Maibara                                   | 米原       | 408.2            | ｜     | ▲      | - CA A Tuyến Tokaido Chính - A Tuyến Hokuriku Chính - Tuyến đường sắt Ohmi Chính | Maibara, Shiga      |
| Kyoto                                     | 京都       | 476.3            | ●      | ●      | - A Tuyến Tokaido Chính - B Tuyến Kosei - D Tuyến Nara - E Tuyến Sanin Chính - B Tuyến Kintetsu Kyoto - Tuyến ngầm Kyoto Tuyến Karasuma (K11) | Shimogyo-ku, Kyoto  |
| Shin-Ōsaka                                | 新大阪     | 515.4            | ●      | ●      | - Sanyo Shinkansen (đi tiếp, không cần chuyển tàu) - A Tuyến Tokaido Chính - Tuyến ngầm Osaka Tuyến Midōsuji (M13) | Yodogawa-ku, Osaka  |
| Đến Ga Hakata trên tuyến Sanyō Shinkansen |            |                  |        |        | |                     |

## Hành khách
Từ năm 1964 đến 2012, Tuyến Tokaido Shinkansen đã vận chuyển khoảng 5,3 tỉ lượt khách, trở thành tuyến tàu điện cao tốc hạng nặng vận tải lớn nhất thế giới. Lượt khách tăng từ 61.000 mỗi ngày năm 1964  lên 391.000 lượt mỗi ngày năm 2012.
| Năm                   | 1967 | 1976  | 2004  | 3/2007 | 11/2010 | 2012  |
| --------------------- | ---- | ----- | ----- | ------ | ------- | ----- |
| Lượt khách (tích lũy) | 100  | 1,000 | 4,160 | 4,500  | 4,900   | 5,300 |

| Năm        | 1967 | 4/1987 | 4/2007 | 4/2008 | 4/2009 | 4/2010 | 4/2011 | 4/2012 |
| ---------- | ---- | ------ | ------ | ------ | ------ | ------ | ------ | ------ |
| Lượt khách | 22   | 102    | 151    | 149    | 138    | 141    | 149    | 143    |